# Huis Harkonnen

Het blauwe griffioensymbool van de Harkonnen.

Het Huis Harkonnen is een adellijk geslacht uit het Duin-universum van Frank Herbert.
Ten tijde van de wisseling van de keizerlijke dynastie van het Huis Corrino naar het Huis Atreides staat Baron Vladimir Harkonnen aan het hoofd van een machtige familie met zetels in de CHOAM - een machtige handelsorganisatie - en het bestuur van de belangrijkste planeet in het keizerrijk, Arrakis (ook Duin of Rakis).